# Sân bay Ingolstadt-Manching
Sân bay Ingolstadt Manching là một sân bay ở Ingolstadt/Manching, Đức (IATA: IGS, ICAO: ETSI). Sân bay này được xây năm 1936. Đây là một sân bay hỗn hợp quân sự/dân dụng. Sân bay Ingolstadt Manching cách thành phố Ingolstadt 8 km về phía bắc, có 2 đường băng 07R/25L (ILS/NDB) 2.940 m × 60 m và 07L/25R
2.439 m × 30 m bề mặt đều bằng bê tông. Năm 2006, sân bay này đã phục vụ 62.000 lượt khách.

## Các hãng hàng không và các tuyến bay
Hiện có các hãng hàng không sau đang hoạt động tại sân bay này:
- Private Wings Flugcharter (Braunschweig, Marseille)